# Ptinus italicus
Espèce
Ptinus italicus est une espèce d'insectes coléoptères de la sous-famille des Ptininae (famille des Ptinidae).

## Répartition
Ptinus italicus se rencontre en Allemagne, en Autriche, en Italie (dont la Sicile) et le Sud-Est de la France. En France, sa limite de répartition à l'ouest est le département du Gard.

## Description
Ce Ptinus se reconnaît à ses élytres fasciés à deux larges bandes transversales. Le mâle est de forme allongée et possède de longues antennes, tandis que la femelle est plus ronde et possède des antennes plus courtes, l'ornementation des élytres est légèrement différente. 

## Biologie
Cette espèce ce rencontre sur les branches mortes des saules et des ormes en avril-septembre, elle se développe aussi sur le tilleul.

## Classification
Le nom valide complet (avec auteur) de ce taxon est Ptinus italicus Aragona (d), 1830.
Ptinus italicus a pour synonyme :
- Ptinus neapolitanus Pic, 1925